# Karl Ludwig von Pöllnitz

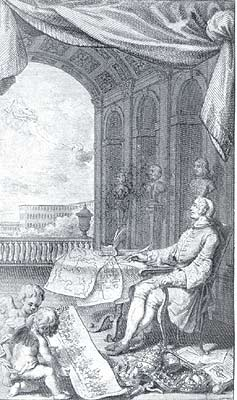
Karl Ludwig von Pöllnitz.

Karl Ludwig von Pöllnitz (Issum, 25 febbraio 1692 – Berlino, 23 giugno 1775) è stato uno scrittore e avventuriero tedesco.

## Biografia
Suo padre, Wilhelm Ludwig von Pöllnitz, era un militare al servizio dei sovrani di Brandeburgo, motivo per cui trascorse la maggior parte della sua infanzia alla corte di Berlino. Visitò molte delle corti europee e prestò servizio militare in Austria, Italia e Spagna.
Tornato a Berlino nel 1735, fu al servizio di Federico Guglielmo I di Prussia e successivamente di Federico II di Prussia. Morì a Berlino il 23 giugno 1775.

## Opere
- Mémoires
- Nouveaux mémoires

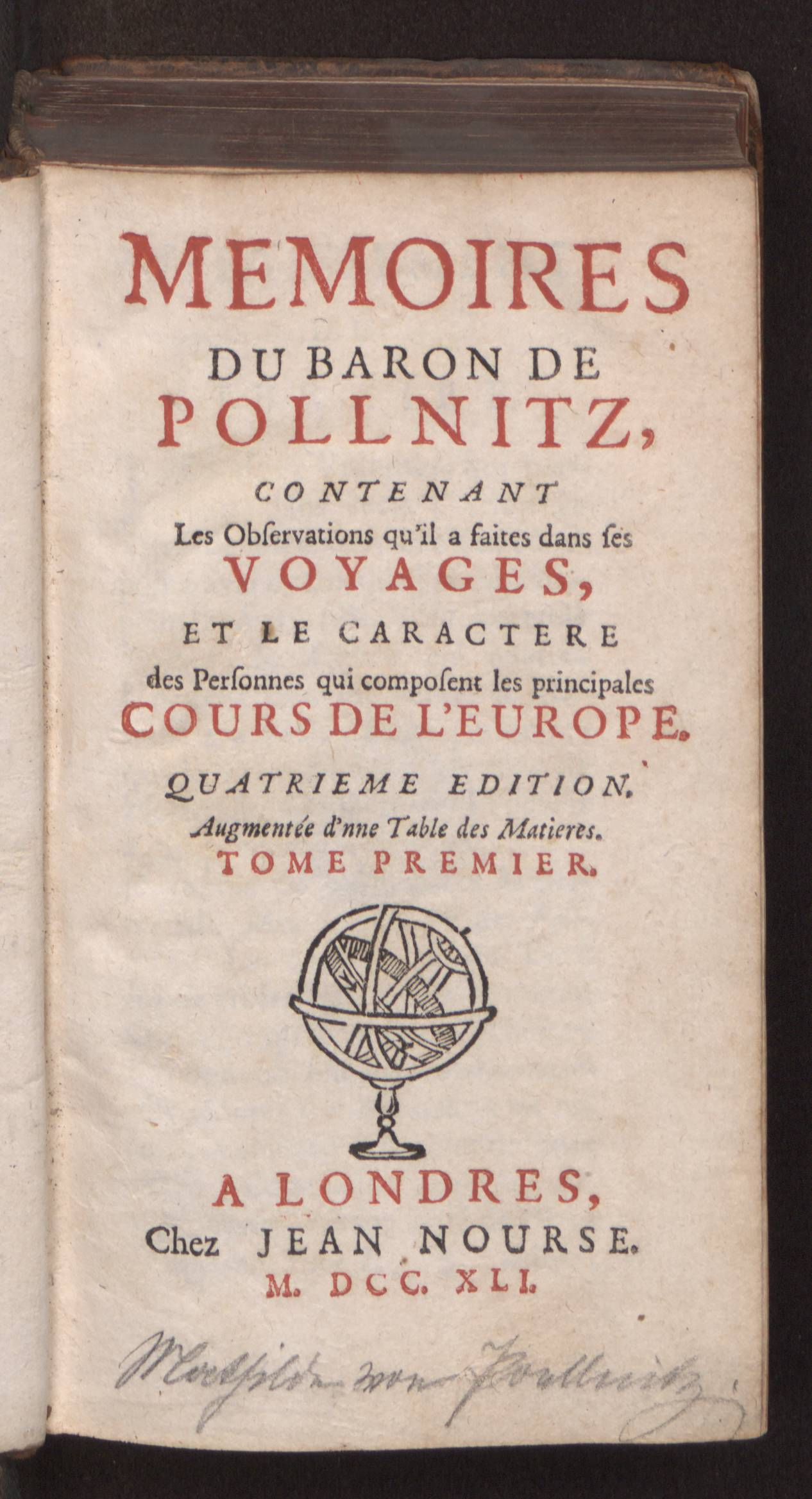
Memoires du baron de Pollnitz, 1741

- Etat abrégé de la cour de Saxe sous le règne d'Auguste III
- Mémoires pour servir a l'histoire des quatres derniers souverains de la maison de Branderibourg
- La Saxe galante
- Histoire secrete de la duchesse d'Hanovre, épouse de Georges I
- Lettres du baron de Pollnitz, contenant les observations qu'il a faites dans ses voyages, et le caractere des personnes qui composent les principales cours de l'Europe